# Yutaka Michiwaki
Yutaka Michiwaki (japonés: 道脇 豊, Michiwaki Yutaka, Kumamoto, Japón, 5 de abril de 2006) es un futbolista japonés que juega como delantero en el S. K. Beveren de la Segunda División de Bélgica.

## Trayectoria
En diciembre de 2022 se convirtió en el jugador más joven en firmar un contrato profesional con el Roasso Kumamoto de la J2 League, a la edad de dieciséis años. El 19 de febrero de ese mismo año debutó como profesional con el club, sustituyendo a Shohei Aihara en el empate a 1-1 contra el Tochigi S. C.
En julio de 2024 fue cedido al S. K. Beveren belga para la temporada 2024-25.

## Selección nacional
En junio de 2023 fue incluido en la selección japonesa para la Copa Asiática Sub-17 de la AFC de 2023.

## Estadísticas

### Clubes
Actualizado al último partido disputado el 27 de abril de 2025.
| Club                    | Div.          | Temporada     | Liga  | Liga  | Copas nacionales | Copas nacionales | Copas internacionales | Copas internacionales | Total | Total |
| Club                    | Div.          | Temporada     | Part. | Goles | Part.            | Goles            | Part.                 | Goles                 | Part. | Goles |
| ----------------------- | ------------- | ------------- | ----- | ----- | ---------------- | ---------------- | --------------------- | --------------------- | ----- | ----- |
| Roasso Kumamoto Japón   | 2.ª           | 2023          | 18    | 0     | 3                | 2                | ―                     | ―                     | 21    | 2     |
| Roasso Kumamoto Japón   | 2.ª           | 2024          | 9     | 1     | 1                | 0                | ―                     | ―                     | 10    | 1     |
| Roasso Kumamoto Japón   | Total club    | Total club    | 27    | 1     | 4                | 2                | 0                     | 0                     | 31    | 3     |
| S. K. Beveren · Bélgica | 2.ª           | 2024-25       | 21    | 3     | 2                | 1                | ―                     | ―                     | 23    | 4     |
| S. K. Beveren · Bélgica | Total club    | Total club    | 21    | 3     | 2                | 1                | 0                     | 0                     | 23    | 4     |
| Total carrera           | Total carrera | Total carrera | 48    | 4     | 6                | 3                | 0                     | 0                     | 54    | 7     |